# Anemonia hemprichi
Anemonia hemprichi is een zeeanemonensoort uit de familie Actiniidae.
Anemonia hemprichi is voor het eerst wetenschappelijk beschreven door Klunzinger in 1877.